# Ecnomiohyla rabborum
Ecnomiohyla rabborum is een kikker uit de familie boomkikkers (Hylidae). De soort komt van nature voor in Panama. De soort werd voor het eerst wetenschappelijk beschreven door de groep van biologen Joseph R. Mendelson, Jay Mathers Savage, Edgardo Griffith, Heidi Ross, Brian Kubicki en Ronald Gagliardo in 2008.

## Uiterlijke kenmerken
Ecnomiohyla rabborum bereikt een lichaamslengte van ongeveer zes tot tien centimeter. en wordt ook wel aangeduid als vliegende boomkikker. De soort dankt deze naam aan het feit dat het dier van takken in de boomkruinen naar beneden springt en vervolgens naar de grond zweeft, hierbij gebruikmakend van grote membranen aan de handen en voeten om te sturen. Deze nachtactieve kikker voedt zich met insecten zoals krekels, sprinkhanen en kakkerlakken.

## Verspreiding en habitat
Ecnomiohyla rabborum werd pas in 2005 ontdekt door een team van wetenschappers onder leiding van Joseph Mendelson van de herpetologische afdeling van Zoo Atlanta. Aanvankelijk werden de gevonden exemplaren beschouwd als Ecnomiohyla fimbrimembra, maar later werden ze herkend als een nieuwe soort. Ecnomiohyla rabborum komt van nature alleen voor in de nevelwouden tussen de 900 en 1150 meter hoogte van El Valle de Antón in Centraal-Panama. Bij de ontdekking was het al een zeldzame soort, maar de populatie werd dramatisch gereduceerd na de komst van chytridiomycose in de regio in 2006. In december 2007 werd bij Cerro La Gaita voor het laatst een exemplaar gehoord (maar niet gezien) in El Valle de Antón. Zoektochten in 2008 hadden geen resultaat.

## Bedreiging en bescherming
Ecnomiohyla rabborum is in september 2017 uitgestorven. Op dat moment was er nog slechts één bekend exemplaar, een mannelijke kikker in de Atlanta Botanical Garden. De soort kreeg in 2009 de beoordeling "kritiek" van de IUCN, maar inmiddels is de status "uitgestorven" van toepassing.
Nadat in 2006 verschillende kikkers waren gevangen en naar El Valle Amphibian Conservation Center en Atlanta waren gestuurd, slaagde men er niet in een fokprogramma op te zetten. In 2009 overleed het laatst bekende vrouwelijke dier in de Atlanta Botanical Garden. Sindsdien waren de enige twee nog bekende Ecnomiohyla rabborum twee mannetjes in gevangenschap, één in Zoo Atlanta en één in Atlanta Botanical Garden. In februari 2012 moest het team van Zoo Atlanta hun kikker vanwege gezondheidsproblemen laten inslapen Op 27 september 2016 overleed ook het laatste mannetje, waarmee de soort vermoedelijk is uitgestorven.